# Nhamayábué
Nhamayábué és un municipi de Moçambic, situat a la província de Tete. En 2007 comptava amb una població de 8.685 habitants. Es troba al marge septentrional del riu Zambeze i constitueix un enllaç ferroviari amb Malawi i el pont de Dona Ana.